# 678
Cette page concerne l'année 678  du calendrier julien. Pour l'année 678 av. J.-C., voir 678 av. J.-C.
L'année 678 est une année commune qui commence un vendredi.

## Événements
- 27 juin : début du pontificat de saint Agathon (fin en 682)[1].

- Le blocus arabe de Constantinople échoue. Omeyyades et Byzantins signent un traité de paix conclu pour trente ans[2].
- L'évêque d'York Wilfrid part pour Rome pour faire appel au Saint-Siège contre sa déposition et le démembrement de son diocèse par le roi Ecgfrith de Northumbrie ; des vents contraires le jettent sur les côtes de Frise et il en commence l’évangélisation[3].

## Décès en 678
- 2 octobre : L’évêque Léger d’Autun est exécuté après sa condamnation par une assemblée d’évêques convoquée par Thierry III[4].